# Philipp Etter

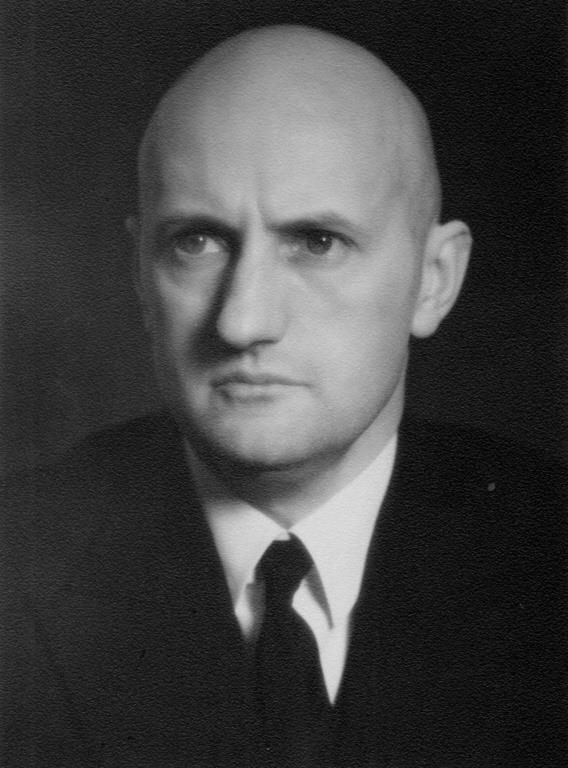
Philipp Etter

Philipp Etter (ur. 21 grudnia 1891, zm. 23 grudnia 1977) – szwajcarski polityk, członek Rady Związkowej od 28 marca 1934 do 19 listopada 1959. Kierował departamentem spraw wewnętrznych (1934-1959).
Był członkiem CVP.
Pełnił także funkcje wiceprezydenta (1938, 1941, 1946, 1952) i prezydenta (1939, 1942, 1947, 1953) Konfederacji.